# Torre Alba
La Torre Alba, detta anche Torre di Cala Rossa, è una torre di difesa costiera che faceva parte del sistema di Torri costiere della Sicilia, e si erge  in località compresa tra Cala Rossa e Cala Bianca, in provincia di Palermo ricadendo nel territorio comunale di Terrasini.

## Storia ed Architettura
La torre  nel 1578 al momento della ricognizione di Tiburzio Spannocchi non era stata ancora costruita, Camillo Camilliani nel predisporre il progetto nel 1586 l'aveva prevista come torre circolare con una scarpata nella parte inferiore e con base troncoconica.
La torre esistente è invece a base quadrata con mura merlate sulla terrazza.
Nel 1589 la torre era già stata completata ed era stata posta a carico della Deputazione del Regno di Sicilia, sempre da tali ultimi atti risulta che nel 1594 vi prestassero servizio tre uomini, e che la torre era stata posta sotto la responsabilità e soprintendenza di Carini.
La  contabilità dei salari dei torrari riporta che la torre fu continuamente presidiata  per tutti gli anni 1619, 1714, 1717, 1797. Dal 1804 la soprintendenza passò al Principe di Carini, infine nel 1867 essa è ricompresa nelle fortificazioni da dismettere. A partire dal 2000 sino a tutto il 2007 è stata sottoposta a restauri e si presenta quindi , ora in ottimo stato .

## Torri  in collegamento visivo
Faceva parte del sistema difensivo di avvistamento di naviglio  saracene ed era in collegamento visivo ad est con la Torre Mulinazzo  e con la Torre di Capo Rama ad ovest.

## Descrizione  ed aspetto attuale
La torre presenta il tipico aspetto "camillianeo",  al basamento il lato è di metri 8,82 c.a.,  ed alta circa  15,70 metri, la terrazza è merlata con mensoloni su ogni lato che sicuramente sorreggevano i parapetti ormai scomparsi. La porta si apre a sud, con un arco a tutta volta, e non è provvista di scala, mentre le finestre contrariamente all'usuale si aprono solo su tre lati, essendone sprovvisto il lato est. La cisterna appare intatta e non "traforata" alla base come accade in altre torri purtroppo vandalizzate. Il tetto del primo piano è con volta a botte.
Per molti anni era stata data in uso assieme all'edificio antistante ad un convento di monache, ma dopo i recenti restauri (2006-2007), la proprietà è ora pubblica.